# Kiszombor
Kiszombor (in rumeno Zamborul Mic) è un comune dell'Ungheria di 4.210 abitanti (dati 2001). È situato nella contea di Csongrád-Csanád.